# Blåsjø
Der Blåsjø  ([ˈblɔːʃøː], deutsch Blausee) ist ein Stausee in Norwegen. Er bedeckt eine Fläche von 84,48 km² und befindet sich in der Kommune Bykle in Agder und den Kommunen Hjelmeland und Suldal in Rogaland.

## Stromerzeugung (Ulla-Førre)
Der Blåsjø ist der bedeutendste See der Kraftwerksanlage Ulla-Førre, welche sechs Wasserkraftwerke und mehr als 20 natürliche und künstliche Seen umfasst, von denen 16 über ein 125 km langes Tunnelnetz miteinander verbunden sind. Ulla-Førre hat ein Energiepotential von ca. 7,8 TWh und ist damit das größte Energiereservoir Norwegens. Durch seine Verbindungen zu den anderen Seen und die Ausgestaltung einiger Generatoren als Pumpturbine kann er auch als Pumpspeicher genutzt werden.

## Absperrbauwerke
Der See wird von insgesamt 14 Absperrbauwerken aufgestaut. Darunter befinden sich einige, die jeweils norwegische Größenrekorde halten.
| Name            | Koord.                          | Höhe in m | Länge in m | Vol. in Mio. m³ | Anmerkungen |
| --------------- | ------------------------------- | --------- | ---------- | --------------- | --- |
| Oddatjørndammen | 59.40375 6.8000277777778        | 142       | 0466       | 5,75            | Der höchste Steinschüttdamm Norwegens.                                                                                     |
| Førrevassdammen | 59.371055555556 6.7486388888889 | 095       | 1300       | 0,26            | Die längste und volumenreichste Staumauer Norwegens, ausgezeichnet 1989 mit dem norwegischen Architekturpreis Betongtavlen |
| Storvassdammen  | 59.302583333333 6.9417222222222 | 090       | 1470       | 9,65            | Der längste und volumenreichste Steinschüttdamm Norwegens.                                                                 |
| Førreskardammen | 59.381055555556 6.7635555555556 | 081       | 0640       | 1,50            | Steinschüttdamm |
| Førreheidammen  | 59.379166666667 6.7463055555556 | 020       | 0330       | 0,10            | Steinschüttdamm |

## Galerie

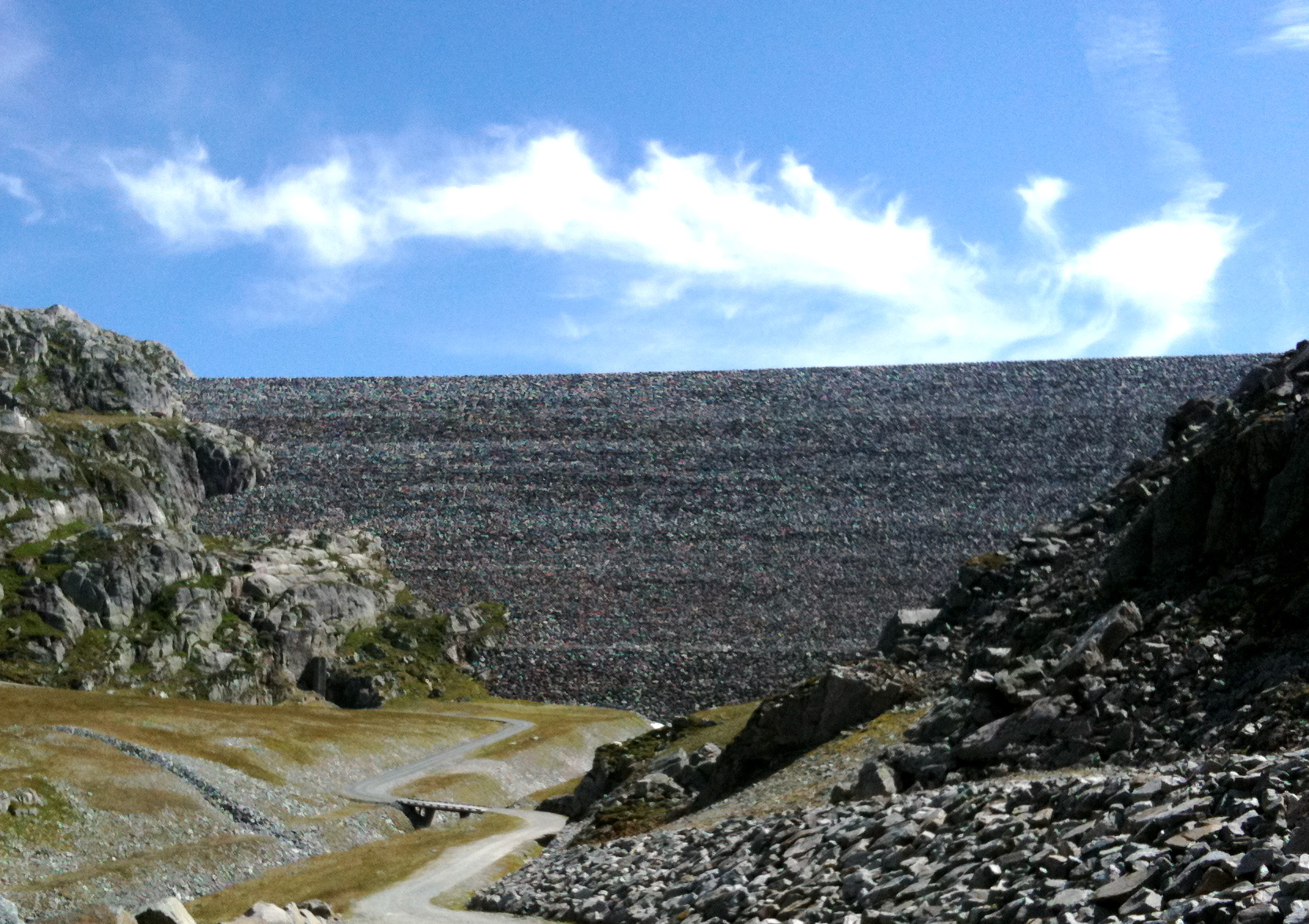
Der Oddatjørn-Damm am Stausee Blåsjø SuldalKommune in Rogaland.
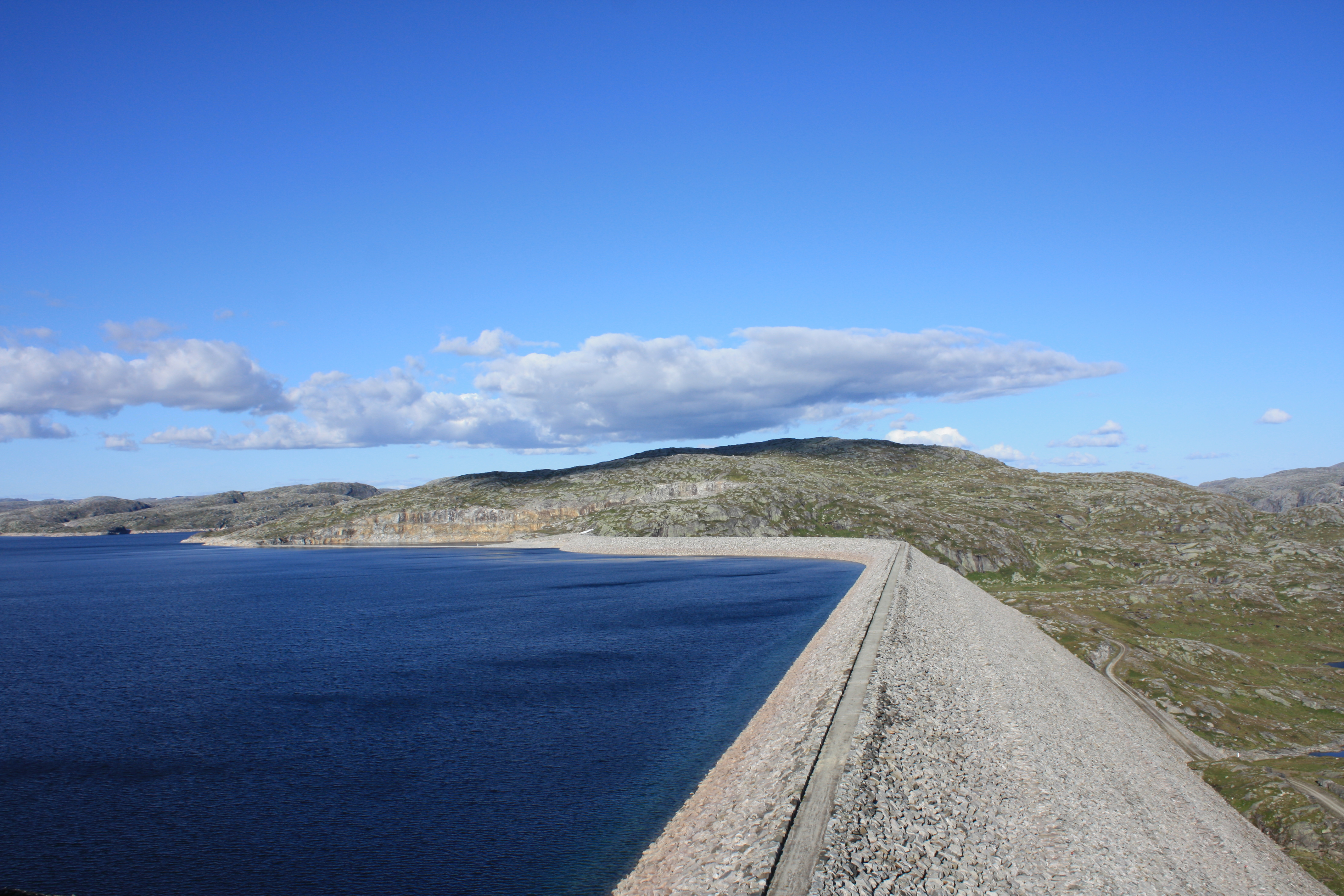
Der Storvass-Damm
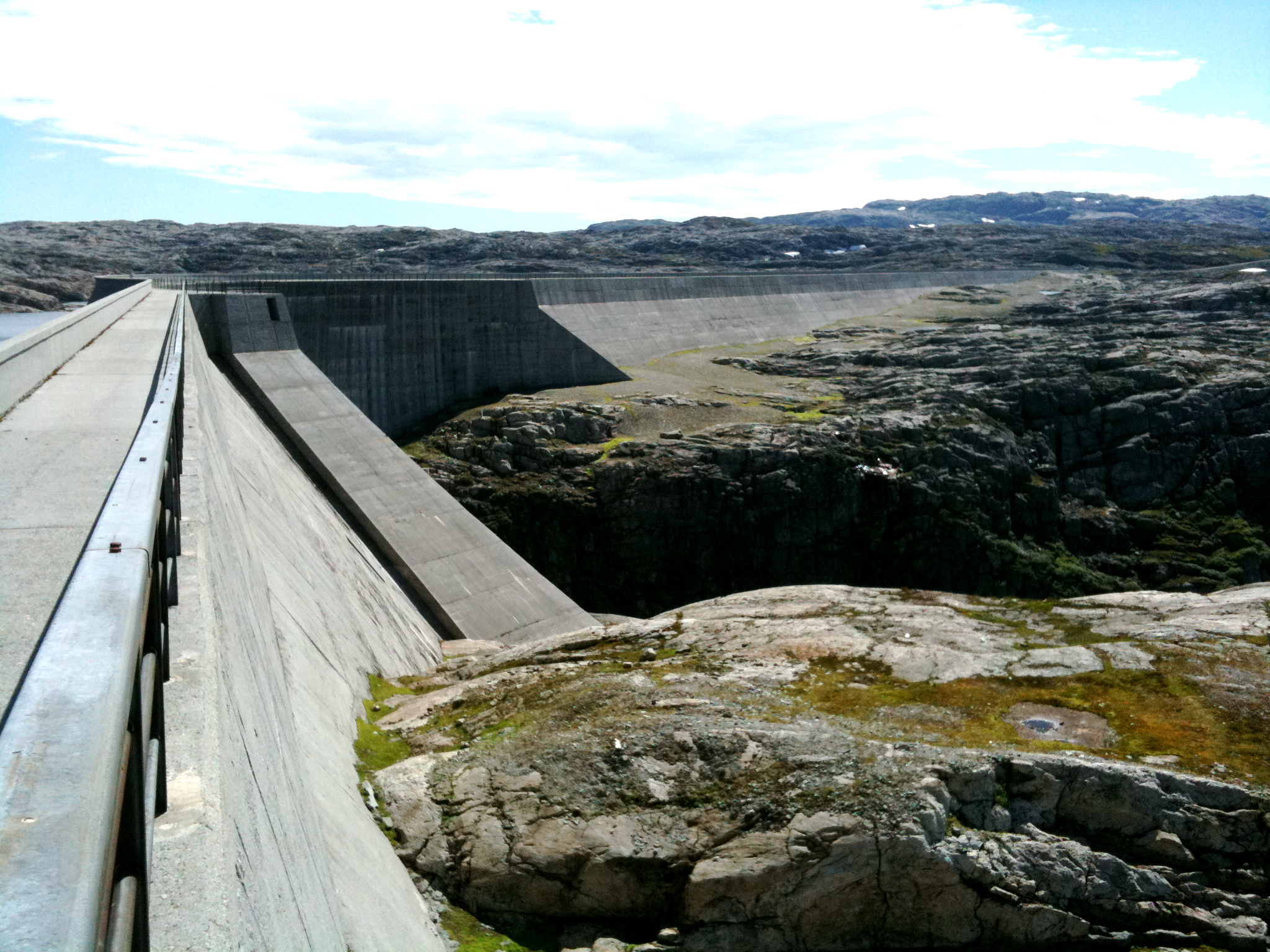
Das Hochwasserrückhaltebecken und Staumauer am Stausee Blåsjø.
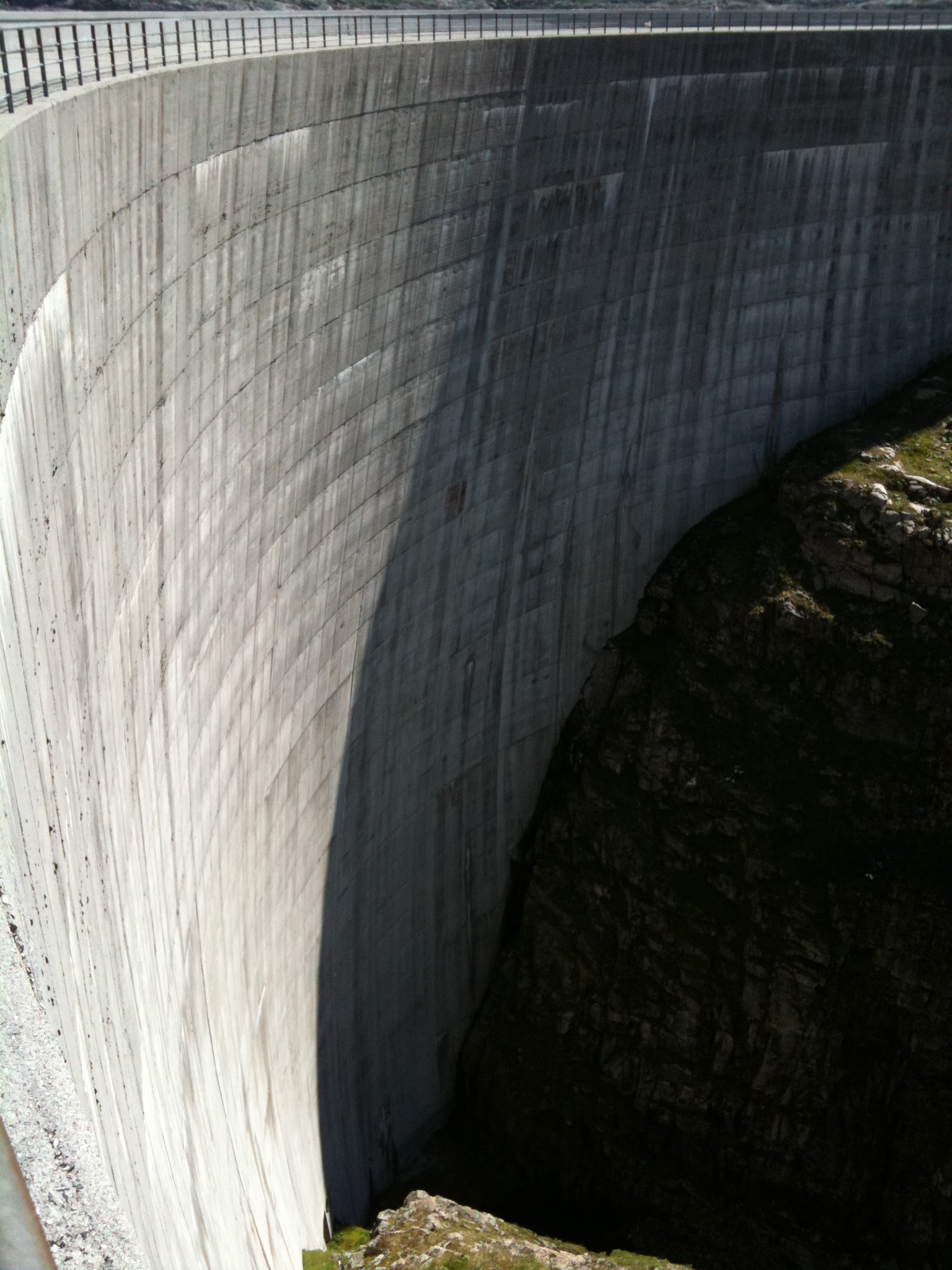
Teilansicht der Staumauer des Hochwasserrückhaltebeckens vom Stausee Blåsjø.
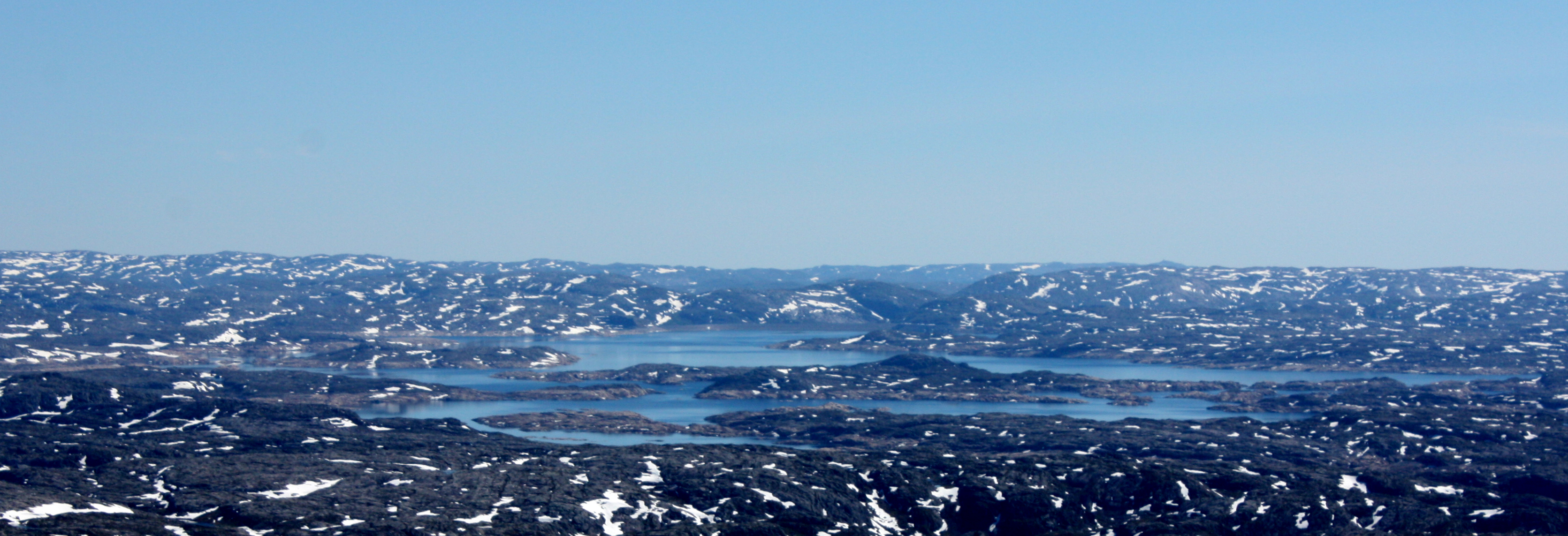
Der Stausee Blåsjø vom Berg Snønuten aus gesehen.